# The Story Begins
Albums de Twice
Page Two
(2016)
Singles
1. Like Ooh-Ahh
Sortie : 20 octobre 2015

The Story Begins est le premier mini-album du girl group sud-coréen TWICE. Il est sorti le 20 octobre 2015. L'EP contient six titres dont le single "Like Ooh-Ahh".
Le 7 octobre 2015, JYP Entertainment a lancé le site officiel du groupe et a annoncé sur les réseaux sociaux que le groupe ferait ses débuts avec le mini album The Story Begins et le single "Like Ooh-Ahh". La piste est décrite comme une chanson pop « colorée », avec des éléments de hip-hop, de rock et de R&B. L'équipe de composition comprenait les Black Eyed Pilseung, connus pour avoir composé de nombreuses chansons à succès pour les miss A comme "Only You".
Plusieurs teasers présentant chacune des membres et un aperçu du clip vidéo ont été révélés du 12 au 14 octobre 2015. Le 20 octobre, le vidéoclip de la chanson a été publié en ligne et par l'intermédiaire de l'application V Naver.
Cinq mois après sa sortie, le clip de "Like Ooh-Ahh" a atteint les 50 millions de vues sur YouTube, faisant du clip la vidéo de début la plus vue pour un groupe de K-Pop.

## Liste des pistes
| 1.    | Like Ooh-Ahh (Ooh-Ahh 하게; Ooh-Ahh Hage) | Black Eyed Pilseung, Sam Lewis | Black Eyed Pilseung, Sam Lewis                                                   | 03:36 |
| 2.    | Do It Again (다시 해줘; Dasi Haejwo)      | J.Y. Park "The Asiansoul"      | Glen Choi, Fingazz                                                               | 03:28 |
| 3.    | Going Crazy (미쳤나봐; Michyeonnabwa)     | Daniel Kim, Kebee              | Jake K, 220, Sophia Pae, Sam Gray                                                | 03:03 |
| 4.    | Truth                                     | Choi Jin Suk                   | Anne Judith Wik, Nermin Harambasic, Choi Jin Suk, Tatiauna Matthews, Xin Xin Gao | 03:35 |
| 5.    | Candy Boy                                 | Kim Eun Soo                    | Ryan Marrone, Julia Michaels, Chloe Leighton, Garrick Smith                      | 02:48 |
| 6.    | Like a Fool                               | Daniel Kim                     | Daniel Kim, Mayu Wakisaka                                                        | 03:36 |
| 20:01 |                                           |                                |                                                                                  |       |

## Classement
| Classement (2015)          | Meilleure position |
| -------------------------- | ------------------ |
| South Korean Albums (Gaon) | 3                  |
| Japanese Albums (Oricon)   | 46                 |
| Taiwanese Albums (G-Music) | 1                  |

## Ventes et certifications
| Classement            | Quantité       |
| --------------------- | -------------- |
| Gaon physical sales   | Plus de 17 100 |
| Oricon physical sales | Plus de 5 356  |

## Historique de sortie
| Pays         | Date            | Format                       | Label                       |
| ------------ | --------------- | ---------------------------- | --------------------------- |
| Monde entier | 20 octobre 2015 | Téléchargement numérique, CD | JYP Entertainment, KT Music |
| Corée du Sud | 20 octobre 2015 | Téléchargement numérique, CD | JYP Entertainment, KT Music |